# Église Saint-Martin de Sorcy-Saint-Martin
L'église Saint-Martin est une église catholique située à Sorcy-Saint-Martin, en France.

## Localisation
L'église est située dans le département français de la Meuse, sur la commune de Sorcy-Saint-Martin et au centre du bourg de Saint-Martin.

## Historique
L'église actuelle est très probablement située à l'emplacement d'une abbaye de bénédictins au IXe siècle dont il n'existe plus de trace. Elle portait alors le nom de Sainte Marie aux Bois avant d'avoir Saint Martin comme patron. De récents sondages par l'entreprise Varnerot ont mis en évidence qu'elle est construite sur une nécropole du IXe siècle. 
Détruite durant l'incendie de la paroisse au XVe siècle, elle est alors reconstruite dans un style ogival. Confisquée par le diocèse de Toul en 1499, elle devient église paroissiale aussi bien pour le bourg Saint-Martin que pour celui de Sorcy qui n'a, à cette époque, que les chapelles des seigneurs bien trop exiguës. 
C'est dans cette église que les seigneurs du château Emmi et ceux du château-bas de Sorcy ont leurs sépultures récemment découvertes sous le dallage intérieur.

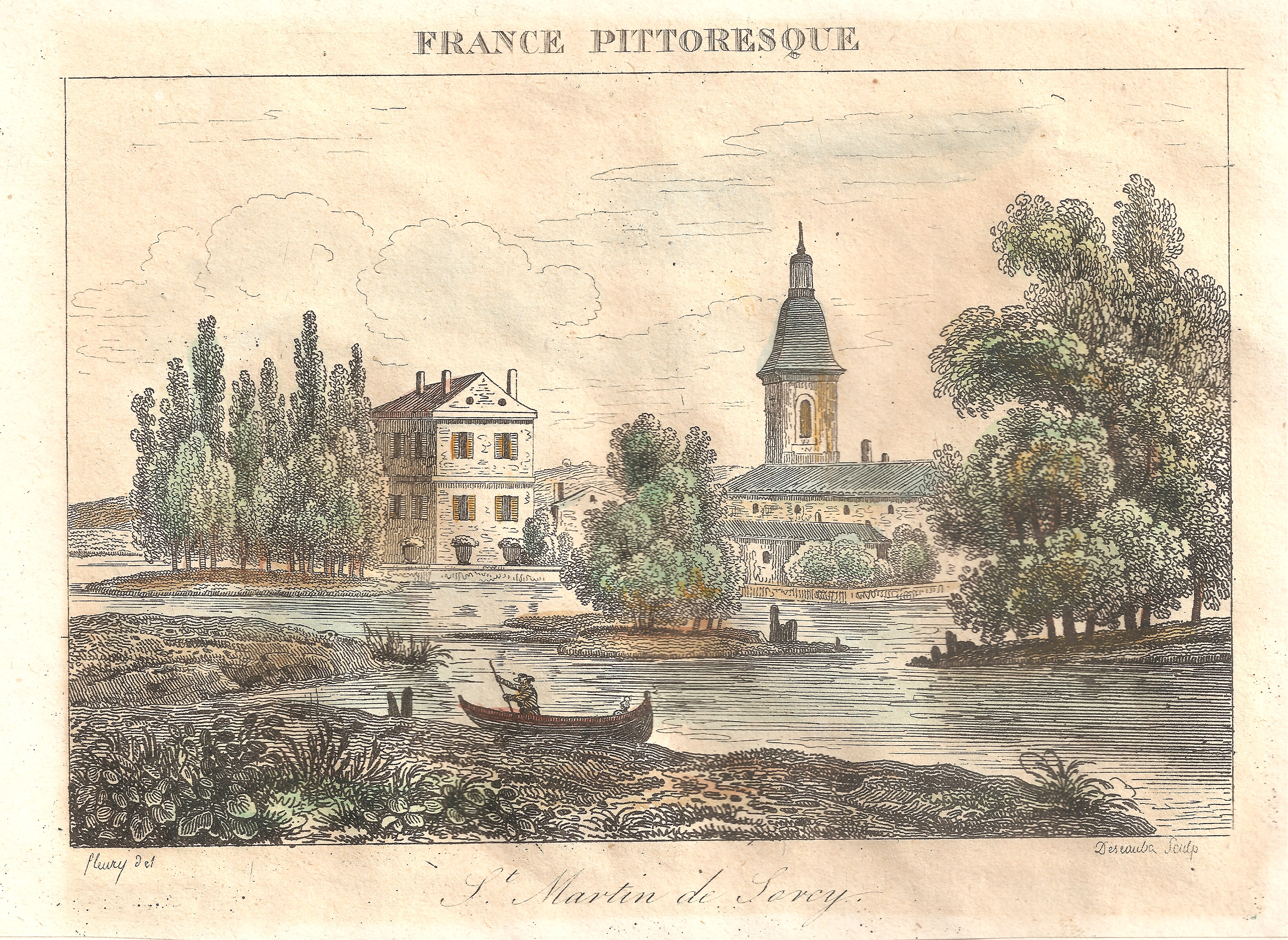
St Martin de Sorcy, illustration de Fleury gravée par Deseaulx en 1835

L'édifice est classé au titre des monuments historiques en 1995.

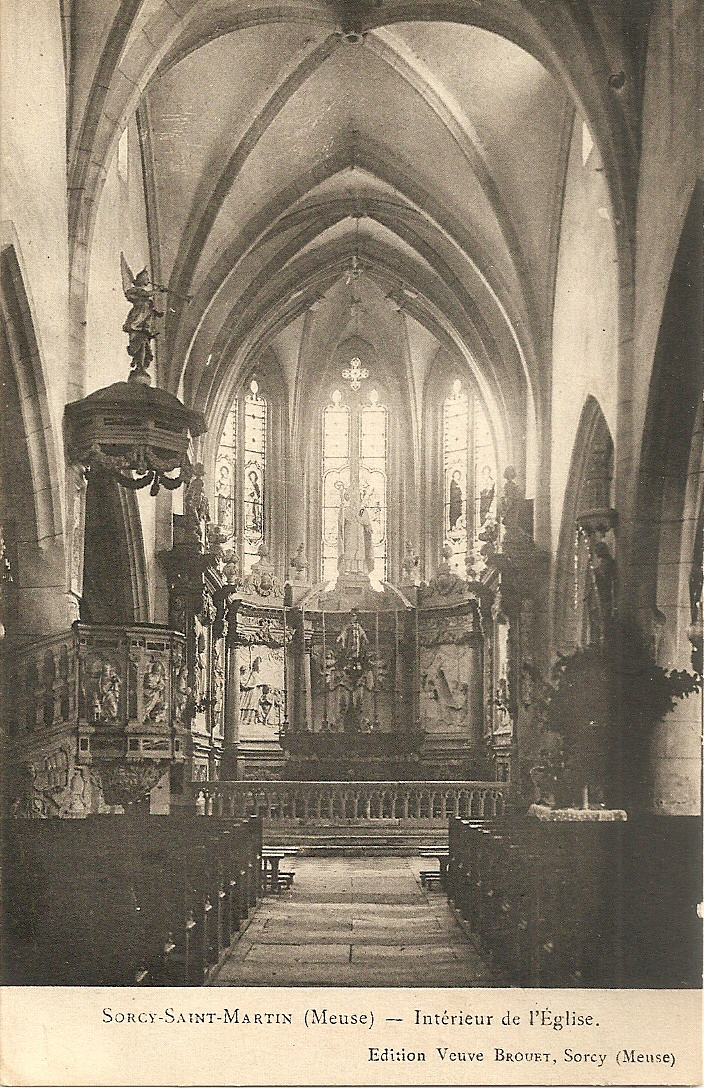
Intérieur de l'église, carte postale d'avant 1916

## Architecture
L'église Saint-Martin, composée d'une nef à quatre travées, n'a ni transept ni absidiole et se termine par un chevet à cinq pans caractéristique de la région. Il est éclairé par cinq grandes baies au réseau flamboyant. Détériorés depuis la révolution, les vitraux ont été remplacés en 1887 par Antoine Bertin (1834-1904) peintre-verrier précurseur de l'art du vitrail de l'école de Nancy. La nef et les bas-côtés ont une voûte sur croisées d'ogives simples et l'abside une voûte à liernes et tiercerons.
Deux autels se situent sur les murs collatéraux est avec d'élégants retables probablement contemporains de ceux du chœur. La paroisse de Saint-Martin a eu successivement une douzaine de chapelles dédiées aux saints des différentes confréries. La plupart sont disparues ou déplacées particulièrement dans l'église Saint-Remy de Sorcy.
Les façades ne présentent pas de signe particulier. Le bas-côté nord se prolonge par une sacristie construite plus tardivement. Le clocher est probablement la partie la plus ancienne de l'édifice. Il est coiffé d'un dôme octogonal recouvert d'ardoises et d'un clocheton à huit pans. Il est accosté d'une tourelle romane d'un escalier à vis restauré en 2008. Les trois cloches de Saint-Martin sont la grosse Aimé Marie (1868), la moyenne Rose Amélie (1868) et la petite Françoise (1893) qui sonne le sol.
Durant les trois derniers siècles l'église Saint-Martin a diverses réparations. Malgré les travaux de maçonnerie entre 1980 et 1990, l'église est fermée en 1999. D'importants travaux débutés en 2006 permettent sa réouverture en 2014.
Le cimetière de la paroisse entoure l'église jusqu'en 1833 avant d’être déplacé à la limite des deux bourgs. Sur les colonnes de son entrée est inscrit HODI MEHI, CRAS TIBI (moi aujourd'hui, toi demain).

## Décor intérieur
Le mobilier intérieur atteste de la richesse de l'église au XVIIe siècle.
Le chœur est orné de six panneaux sculptés dans la pierre de Sorcy. Ils sont réalisés par Saint-Joire artisan lorrain réfugié à Sorcy d'après Dumont. Les personnages en haut-relief sont étêtés à la révolution et restaurés par le sculpteur François-Louis Comon. Ils représentent plusieurs épisodes de la vie du saint patron :
- Saint Martin devant l'empereur Maxime
- Saint Martin détruisant une idole
- Saint Martin thaumaturge
- La femme de Maxime devant saint Martin
- La messe de saint Martin
- La mort de saint Martin

La chaire à prêcher en pierre et bois sculptés et peints est tout à fait remarquable. Sa composition imite celle de l'église Saint-Roch à Paris d'après Yves Caillaut Architecte en Chef des Monuments Historiques. Elle est ornée par les quatre évangélistes entourant le christ. L'abat-voix est surmonté d'un ange embouchant une trompette.
Deux monuments funéraires des XVIe et XVIIe siècles sur le mur collatéral ouest et des fonts baptismaux du XIXe siècle complètent ce mobilier.

## Recensement au patrimoine français
Les objets de cette église, recensés dans la base de données Palissy provenant du service des monuments historiques et de l'inventaire général du patrimoine culturel en 2016, sont les suivants :
- voile d'exposition du saint sacrement en soie du XIXe siècle (objet inscrit MH)[9]
- 8 stalles et leur devant menuiseries en chêne taillé du XVIIe siècle (objets inscrits MH)[10]
- Saint Martin et le pauvre groupe sculpté en calcaire du XVIIIe siècle (objet inscrit MH)[11]
- christ en croix statue en tilleul taillé du XVe siècle restaurée en 2013 (objet inscrit MH)[12]
- 3 canons liturgiques d'autel en bois doré et aquarelle du XVIIe siècle, icônes du Calvaire, Saint-Jean, Vierge, Lavement des pieds (objets inscrits MH)[13]
- canon liturgique d'autel en bois doré et aquarelle du XVIIe siècle, icônes de Saint Jean, Fleur, Figuration des évangélistes (objet inscrit MH)[14]
- ostensoir en argent doré de François-Cécil Socard, orfèvre à Lyon, du XIXe siècle (objet inscrit MH)[15]
- monument funéraire de Claude de Saint-Vincent, Seigneur de Sorcy et 2 statues de St Jean-Baptiste et de St Claude en pierre calcaire sculptée du XVIIe siècle (objets classés MH)[16]
- fonts baptismaux sculpture en pierre et bois peints du XVIIe siècle (objet classé MH)
- chaire à prêcher sculpture en pierre et bois peints du XVIIe siècle (objet classé MH)
- 6 bas-reliefs épisodes de la vie de St Martin en pierre et bois peints de Saint-Joire, sculpteur lorrain, du XVIIIe siècle (objets classés MH)
- statue Vierge à l'enfant en pierre polychromie moderne du XVe siècle (objet classé MH)
- 9 verrières à personnages d'Antoine Bertin de 1887 (Inventaire général du patrimoine culturel)

L'édifice est recensé comme Monument Historique depuis le 30 janvier 1995 dans la base Mérimée comme église du XVe siècle.